# Райское наслаждение
«Ра́йское наслажде́ние» (англ. Exit to Eden «Выход в Эдем») — американский фильм Гарри Маршалла, вышедший на экраны в 1994 году. Фильм снят по одноимённому роману Энн Райс с участием Даны Дилейни, исполнившей роль госпожи Лизы Эмерсон.

## Сюжет
Журналист Эллиот Слейтер случайно застал с поличным и заснял на плёнку вора и мошенника Омара, хотя сам об этом не догадывается. Следуя своим фантазиям, Эллиотт откликается на приглашение посетить загадочный тропический рай — место, где сбываются сексуальные фантазии.
Посетители этого места делятся на рабов, привлекательных молодых людей и господ, состоятельных клиентов, щедро оплачивающих своё пребывание на острове. Хозяйка острова госпожа Лиза и все на острове подчиняются ей. Преследуя журналиста, сюда же прибывает Омар, вместе со своей подручной Ниной. Они ищут фотоплёнку с компроматом. Преступников преследуют полицейские под прикрытием Шейла Кингстон и Фред Лейвери.
Тем временем Лиза, наблюдая за рабом Элиотом Слейтером, чувствует влечение к нему. Они сближаются и проводят ночь. После этого Элиот упрашивает её покинуть остров. За ними в Новый Орлеан следуют вор и полицейские. В конце концов, Шейле и Фреду удаётся задержать Омара при попытке завладеть плёнкой. Лиза возвращается на остров, но туда приезжает Элиот. Он просит руки Лизы, и та соглашается выйти за него замуж.

## В ролях
- Дана Дилейни — Лиза Эмерсон
- Дэн Эйкройд — Фред Лавери
- Рози О'Доннелл — Шейла Кингстон
- Пол Меркурио — Эллиот Слейтер
- Гектор Элизондо — доктор Мартин Галифакс
- Стюарт Уилсон — Омар Тиллингтон
- Иман — Нина Блэкстоун
- Сандра Тейлор — Риба
- Лаура Хэрринг — Киндра
- Шон О’Брайан — Томми Миллер
- Стефани Низник — Диана
- Тим Райтман — Майк

## Награды и номинации
| Премия                 | Категория                         | Имя                          | Результат |
| ---------------------- | --------------------------------- | ---------------------------- | --------- |
| Золотая малина 1995 г. | Худшая мужская роль второго плана | Дэн Эйкройд                  | Номинация |
| Золотая малина 1995 г. | Худший актёрский дуэт             | Дэн Эйкройд и Рози О'Доннелл | Номинация |
| Золотая малина 1995 г. | Худшая женская роль второго плана | Рози О'Доннелл               | Победа    |